# Wiesen im Grabfeld
Wiesen im Grabfeld este o arie protejată (arie specială de conservare — SAC, sit de importanță comunitară — SCI) din Germania întinsă pe o suprafață de 332 ha, integral pe uscat.

## Localizare
Centrul sitului Wiesen im Grabfeld este situat la coordonatele 50°12′59″N 10°42′25″E / 50.2164°N 10.7069°E.

## Înființare
Situl Wiesen im Grabfeld a fost declarat sit de importanță comunitară în iunie 2004 pentru a proteja 20 de specii de animale. Situl a fost protejat și ca arie specială de conservare în iulie 2008.

## Biodiversitate
Situată în ecoregiunea continentală, aria protejată conține 8 habitate naturale: Lacuri eutrofice naturale cu vegetație de tip Magnopotamion sau Hydrocharition, Cursuri de apă de la nivel de câmpie la nivel montan, cu vegetație Ranunculion fluitantis și Callitricho-Batrachion, Pajiști uscate seminaturale și facies de acoperire cu tufișuri pe substraturi calcaroase (Festuco-Brometalia) (* situri importante pentru orhidee), Pajiști cu Molinia pe soluri calcaroase, turboase sau argilos-nămoloase (Molinion caeruleae), Liziere de ierburi înalte hidrofile de câmpie și de nivel montan până la alpin, Fânețe de joasă altitudine (Alopecurus pratensis, Sanguisorba officinalis), Păduri de stejar și carpen Galio-Carpinetum, Păduri aluvionare cu Alnus glutinosa și Fraxinus excelsior (Alno-Padion, Alnion incanae, Salicion albae).
La baza desemnării sitului se află mai multe specii protejate:
- păsări (14): pescăruș albastru (Alcedo atthis), fâsă de luncă (Anthus pratensis), barză albă (Ciconia ciconia ciconia), erete de stuf (Circus aeruginosus), Corvus monedula, becațină comună (Gallinago gallinago), Gallinula chloropus chloropus, capîntortură (Jynx torquilla), sfrâncioc roșiatic (Lanius collurio), ciocârlie de pădure (Lullula arborea), Luscinia svecica cyanecula, gaia roșie (Milvus milvus), mărăcinar (Saxicola rubetra), nagâț (Vanellus vanellus)
- amfibieni (1): triton cu creastă (Triturus cristatus)
- mamifere (1): castor (Castor fiber)
- nevertebrate (4): Austropotamobius torrentium, Euplagia quadripunctaria, phengaris nausithous (Maculinea nausithous), Unio crassus

Pe lângă speciile protejate, pe teritoriul sitului au mai fost identificate 25 de specii de plante, 3 specii de amfibieni, 13 specii de mamifere, 54 de specii de nevertebrate, 1 specie de reptile.